# (135182) 2001 QT322
(135182) 2001 QT322 est un objet transneptunien faisant partie des cubewanos.

## Caractéristiques
Le diamètre de (135182) 2001 QT322 varie de 160 km à 350 km suivant les estimations, l'albédo étant difficile à estimer.

## Découverte
(135182) 2001 QT322 a été découvert le 21 août 2001.